# كوشتريم لوشتاكو
كوشتريم لوشتاكو (بالألبانية: Kushtrim Lushtaku‏) (8 أكتوبر 1989 بسكندراي في صربيا - ) هو لاعب كرة قدم ألباني في مركز الهجوم. شارك مع منتخب كوسوفو لكرة القدم. أما مع النوادي، فقد لعب مع فورتونا كولن وميونخ 1860 ونادي أوربرو ونادي فلامورتاري فلوره ونادي كوكسي ونادي درنيتشا ‏ واينتراخت ترير 05 ‏ وTSV 1860 Munich II ‏ وTSG Backnang 1919 ‏.

## وصلات خارجية
- كوشتريم لوشتاكو على موقع الاتحاد الأوربي (الإنجليزية)
- كوشتريم لوشتاكو على موقع اتحاد السويد (السويدية)
- كوشتريم لوشتاكو على موقع قاعدة بيانات كرة القدم.إي يو (الإنجليزية)
- كوشتريم لوشتاكو على موقع بيانات كرة القدم. دي إي (الألمانية)
- كوشتريم لوشتاكو على موقع ناشيونال فوتبول تيمز (الإنجليزية)
- كوشتريم لوشتاكو على موقع Soccerway.com (الإنجليزية)
- كوشتريم لوشتاكو على موقع عالم كرة القدم.نت (الإنجليزية)